# Gaston Perrot
Pour les articles homonymes, voir Perrot.
Gaston Perrot, né le 28 septembre 1898 à Sens (Yonne) et mort le 5 janvier 1980 à Sens (Yonne), est un homme politique français, chef d'entreprise, minotier, propriétaire des moulins de Saint-Louis à Sens (Yonne).

## Biographie
Gaston Perrot est le fils d'Ernest Perrot, minotier et de Marguerite Jacob. Il épouse Fernande Larcher avec laquelle ils eurent trois fils, Pierre, Roger et Jean,[réf. non conforme].
1917 : Il est mobilisé dans les rangs de l’armée française lors de la Première Guerre mondiale et revient dans le Sénonais comme minotier dans les années 1920. Cette activité industrielle le place au contact des agriculteurs de la région. Rien ne paraît destiner Gaston Perrot à la politique, c’est avant tout, un brillant industriel[non neutre]. 
1947 : Il est maire de Sens et adhère au RPF, le rassemblement du peuple français, peu après sa création au printemps. Il exercera cette magistrature pendant vingt-quatre années consécutives. Des documents internes au RPF le présentent alors comme un industriel « unanimement respecté », y compris par les communistes[réf. nécessaire]. Son nom est un temps avancé pour emmener une liste gaulliste aux élections au Conseil de la République de 1948, mais c’est l’ambassadeur Léon Noël qui obtient finalement l’investiture. 
1955 : Il devient conseiller général du canton de Sens-Nord.
1958 : Il se porte candidat à la députation et reçoit le soutien de l'UNR pour les législatives de novembre 1958. 
1958 : Il est élu député de l’Yonne par 60 % des voix. 
1959 : Réélu maire de Sens.
1961 : conseiller général, il se préoccupe surtout de problèmes locaux et n’intervient pas en séance publique entre décembre 1958 et l’automne 1962.
1962 : « Je ne suis pas jaloux du travail que font les autres », c'est la réponse de Gaston Perrot à Jean Treillé, le premier président du district de Sens. Le « Grand Sens » a vu le jour le 16 juillet 1962. 
Le communiste Jean Cordillot s’affirme comme son adversaire principal aux élections législatives. En novembre 1962, il manque 1223 voix au maire de Sens pour l’emporter au premier tour. Une semaine plus tard, 28170 suffrages voix se portent sur son nom, soit un résultat presque identique quatre ans auparavant. 
Il quitte le statut d’apparenté pour s’inscrire au groupe de l’UNR-UDT sous la deuxième législature[réf. nécessaire]. 
1965 : réélu aux municipales.
1967 : Il est réélu avec 53 % face à son éternel adversaire, le communiste Jean Cordillot. Il siège très brièvement à la Commission des échanges et rejoint la prestigieuse Commission de la défense nationale et des forces armées. Il ne vote pas la motion de censure déposée par l’opposition pour protester contre les pouvoirs spéciaux demandés par le gouvernement en matière économique et sociale[réf. nécessaire]. 
1968 : le climat des élections législatives est marqué par le discours du retour à l’ordre des gaullistes et des républicains indépendants. Candidat à un quatrième mandat consécutif, il obtient en moyenne 46 % des suffrages exprimés. Son seul adversaire au second tour est à nouveau Jean Cordillot. Il obtient 62 % des suffrages exprimés. On le voit sur le journal local à côté des cyclistes BOISSEC de Sens. C'est lui qui offrira la coupe récompensant la meilleure équipe.
L’élu Icaunais reste fidèle à ses usages de discrétion au Palais-Bourbon sous la quatrième législature. Il s’implique peu dans le travail législatif. 
En 1971, à 73 ans, il ne se représente pas aux élections municipales dans la ville de Sens. 
En 1980, Gaston Perrot s’éteint à Sens, à l’âge de 81 ans. 
Son moulin, présidé pendant de nombreuses années par son fils Jean, décédé en 2014, avait été cédé au puissant groupe Soufflet. 

## Le moulin de Saint Louis

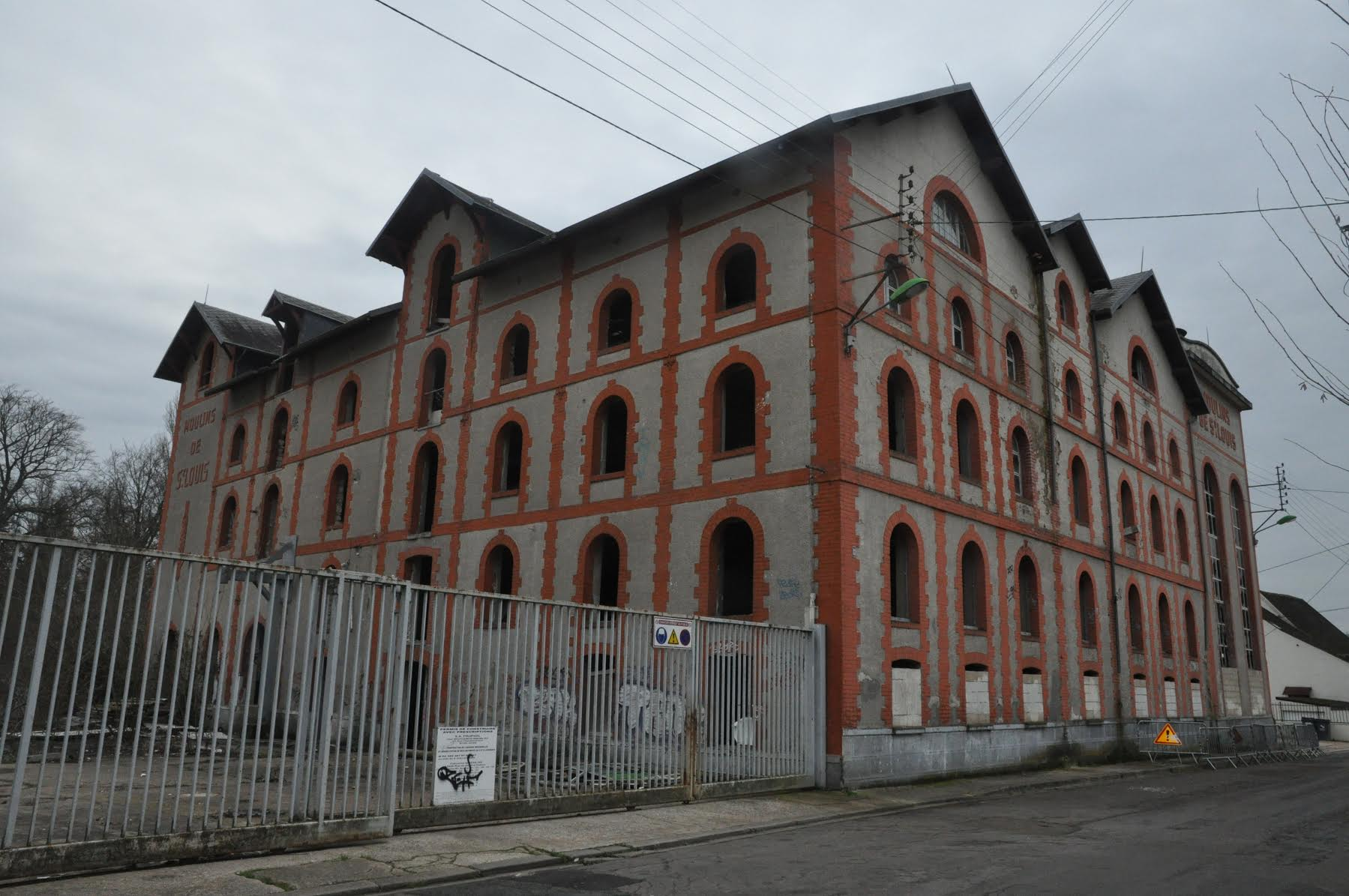
Les moulins de Saint Louis en 2015 vont devenir un projet immobilier.

Ce bâtiment fut la fierté de la famille Perrot et de Gaston Perrot. Pourtant, il est très difficile d'obtenir des renseignements sur l'histoire de ce moulin industriel. Avant 1970, trois moulins importants étaient en forte activité à l'intérieur de la ville de Sens. Les moulins Dumée, les moulins Paillard de la famille Bodard sur le boulevard du 14 juillet, détruit dans les années 1974, et qui ont fait place à un ensemble immobilier, et le moulin de Saint Louis de la famille Perrot.
Sur ces trois moulins, seuls les moulins Dumée ont résisté à l'évolution du marché mondial de la minoterie. Leur production d’écrasement de blé est passée de 20 tonnes par jour en 1890 à 450 tonnes par jour en 2015.

## Hommages
Une rue porte son nom à Sens.

## Détail des fonctions et des mandats
- 1947 - 1971 : maire de Sens pendant 24 ans
- 1958 - 1973 : député de l'Yonne à l'Assemblée nationale ou à la Chambre des députés[12]
  - 30/11/1958 - 09/10/1962 : Union pour la nouvelle République
  - 25/11/1962 - 02/04/1967 : Union pour la nouvelle République-Union démocratique du travail
  - 12/03/1967 - 30/05/1968 : Union démocratique pour la V° République
  - 30/06/1968 - 01/04/1973 : Union des démocrates pour la République